# 东明寺
东明寺塔院遗址，位于中华人民共和国浙江省杭州市余杭区良渚街道，是浙江省省级文物保护单位之一。
2017年1月13日，东明寺塔院遗址被列入第七批浙江省文物保护单位，该文物保护单位是一座古遗址。